# 拉緬斯科耶
55°34′N 38°14′E / 55.567°N 38.233°E
拉緬斯科耶（俄语：Ра́менское）是俄羅斯莫斯科州的一個城市，位於莫斯科東南約46公里處。2002年人口82,074人。
1926年3月15日建市。城名是古斯拉夫語「森林的邊緣」的意思。